# Honeycomb Ridge
Honeycomb Ridge är en bergstopp i Antarktis. Den ligger i Östantarktis. Nya Zeeland gör anspråk på området. Toppen på Honeycomb Ridge är 608 meter över havet, eller 409 meter över den omgivande terrängen. Bredden vid basen är 6,1 km.
Terrängen runt Honeycomb Ridge är varierad. Havet är nära Honeycomb Ridge åt sydost. Trakten är obefolkad. Det finns inga samhällen i närheten.